# Black Ice Tour
Black Ice Tour fue una gira de conciertos entre los años 2008 y 2010 de la banda australiana de hard rock AC/DC en apoyo del 15º álbum de estudio denominado Black Ice, este había sido lanzado 11 días antes del 28 de octubre de 2008, fecha de inicio de la gira. Fue la primera gira posterior a Stiff Upper Lip Tour que abarcó desde el 2000 hasta 2001.
La primera presentación acaeció en Wilkes-Barre (Pensilvania, Estados Unidos) a finales de octubre de 2008. A mediados del 2010, la gira llegó a España para culminar con más de 160 presentaciones en 1 año y 8 meses.
La gira terminó siendo la de mayor éxito de AC/DC, recaudando alrededor de 441,1 millones US$, lo que es la tercera más taquillera gira de conciertos de todos los tiempos.

## Resumen
El tour comenzó su primera etapa en América del Norte, iniciando en Wilkes-Barre a finales de octubre y continuando hasta finales de diciembre. El tramo inicial se encontró con una demanda sin precedentes. Un segundo tramo del Norte de América se inició en enero de 2009, culminando finalmente a finales de mes en Nashville (Tennessee).
En febrero de 2009, el grupo comenzó su primera ronda de conciertos europeos, partiendo en Oslo y terminando en Birmingham (Reino Unido) en abril. Una de las dos fechas programadas en Amberes (Bélgica), fue cancelada después de que el cantante Brian Johnson haya caído enfermo.  El 29 de marzo, el concierto en Zúrich (Suiza), se pospuso debido a que se revelaron "dificultades técnicas" y fue reprogramada para el 6 de abril.
En mayo de 2009, la banda comenzó el segundo tramo de la gira Europea, con todos los espectáculos realizados al aire libre. El paseo comenzó en Leipzig (Alemania), y terminó el mes siguiente en Glasgow (Reino Unido).
En julio de 2009, la banda comenzó una tercera etapa en Norteamérica, tocando en recintos al aire libre y de interior. La cuarta tramo, además de Estados Unidos incluía fechas en México y Puerto Rico. Las primeras 5 fechas del 4.º tramo Norteamericano fueron aplazadas después de que Johnson se sometiera a un procedimiento médico que posteriormente requería reposo, estos shows fueron reprogramados en última instancia, para la primavera de 2010, una fecha fijada en Phoenix (Arizona), fue cancelada debido a un "conflicto de programación".
En noviembre y diciembre de 2009, la banda se dirigió a América del Sur, tuvieron shows en Brasil y Argentina. Los conciertos en Buenos Aires fueron filmados para el DVD Live at River Plate, que fue lanzado el 10 de mayo de 2011. Secuencias a partir de las grabaciones también se utilizaron en el video musical "Shoot to Thrill"  que aparece en la banda sonora de Iron Man 2, junto de otro video con imágenes y audio de la presentación en Buenos Aires de la canción "Highway to Hell".
En enero de 2010, el grupo comenzó una ronda de fechas en Nueva Zelanda, para posteriormente llegar a Australia en febrero. Los show australianos tuvieron las ventas más rápidas en la historia del país, se adicionaron fechas debido a la demanda. A principios de febrero, Johnson respondió a los fanes de internet que habían pedido un cambio de repertorio, diciendo: "Que se jodan", y que el espectáculo era demasiado complicado para cambiar de canciones. Tras la gira por Australia, que terminó en Perth, el grupo tocó tres conciertos en Japón.
En abril de 2010, la banda regresó a los EE. UU. para tocar en los cinco espectáculos que fueron reprogramados a partir de octubre de 2009. Más tarde, en ese mismo mes se puso a la venta la banda sonora de la película Iron Man 2. El álbum incluía compilaciones de una serie de éxitos del grupo y canciones menos conocidas, debutó en el número cuatro en la lista de álbumes Billboard 200.
En mayo de 2010, la banda comenzó una tercera etapa Europea, que incluyó una presentación en el Download Festival, Reino Unido. En un concierto celebrado en Oslo a finales de mayo, el grupo se vio obligado a reducir su repertorio de canciones debido a que el avión que los transportaba tuvo un desperfecto y atraso la llegada de la banda. Por tercera vez desde su inclusión en 1981, "For Those About To Rock (We Salute You)" fue omitida en lista de canciones del grupo. La gira concluyó en Bilbao, España, en el Estadio de San Mamés a finales de junio.
La gira ganó el "Major Tour of the Year" en el 2009, dado por Pollstar Concert Industry Awards. La gira también fue nominada en las categorías "Top Tour" y "Top Draw"  de los Billboard Touring Awards.
En la culminación de la gira, el grupo había estado en más de 160 espectáculos y recibido a 4,9 millones de personas. La gira fue una de más taquilleras de la historia, recaudando US$ 441,6 millones, quedó en tercer lugar detrás de The Rolling Stones con su gira "A Bigger Bang Tour", la cual recaudó US$ 558,3 millones a mediados de la década de 2000, y "U2 360° Tour" de U2, que recaudó $ 736,1 millones en el 2011.

## Lista de canciones
1. "Rock 'n' Roll Train"
2. "Hell Ain't a Bad Place to Be"
3. "Back in Black"
4. "Big Jack"
5. "Dirty Deeds Done Dirt Cheap"
6. "Shot Down in Flames" [1]
7. "Thunderstruck"
8. "Black Ice" [4]
9. "The Jack"
10. "Hells Bells"
11. "Shoot to Thrill" [2]
12. "War Machine" [6]
13. "Dog Eat Dog" [3]"
14. High Voltage" [4]
15. "Anything Goes" [5]
16. "You Shook Me All Night Long"
17. "T.N.T."
18. "Whole Lotta Rosie"
19. "Let There Be Rock"
20. "Highway to Hell"

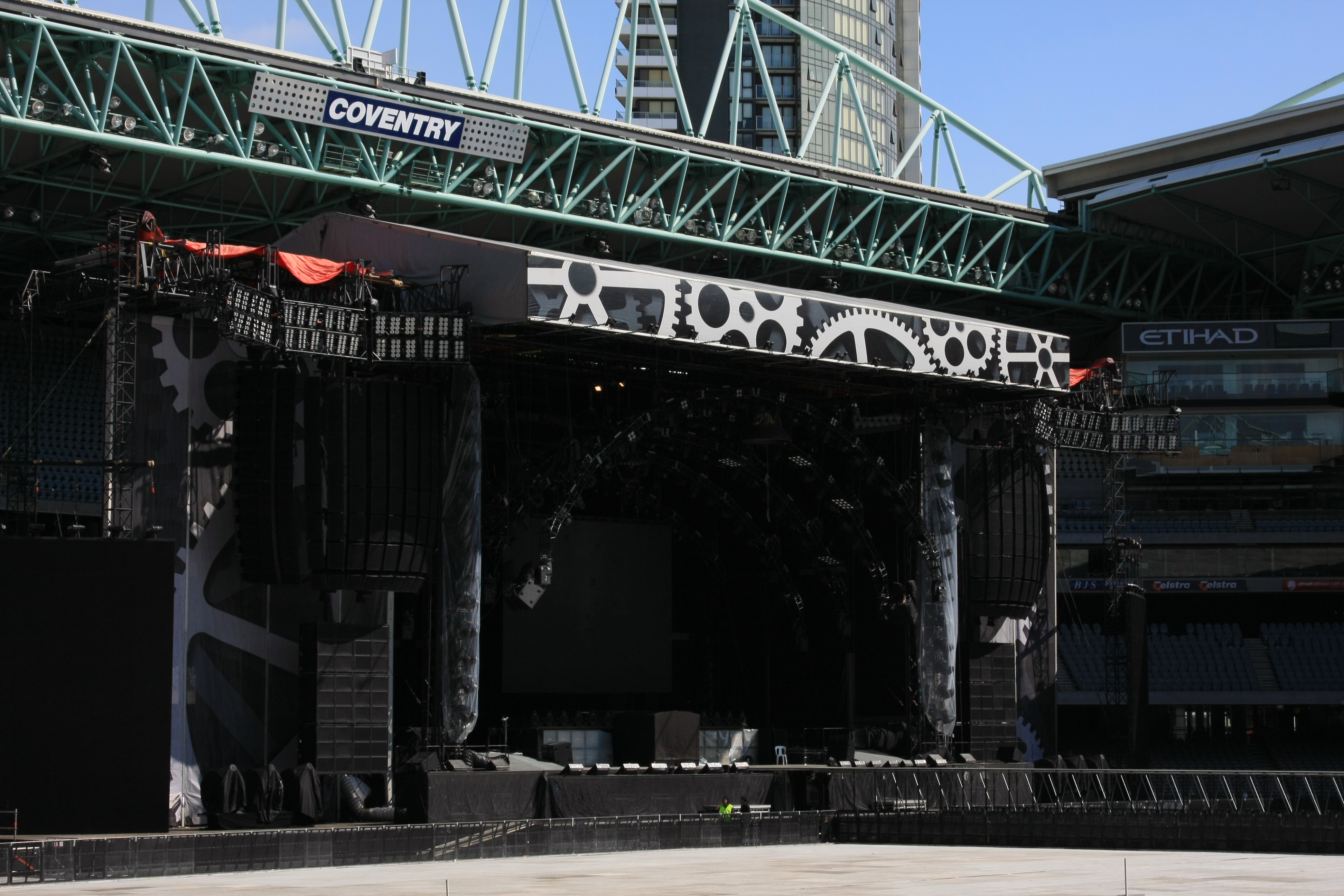
Etihad Stadium de Melbourne, Australia, 14 de febrero de 2010.

21. "For Those About to Rock (We Salute You)" [6]

- 1 ^  Tocada en todas las fechas a partir del 20 de febrero de 2009 hasta el 28 de junio de 2010 (excepto el 30 de mayo de 2010, en Oslo).
- 2 ^  Omitida el 28 de octubre de 2008 en Wilkes-Barre.
- 3 ^  Tocada en todas las fechas desde el 13 de mayo de 2009 hasta el 6 de diciembre de 2009.
- 4 ^  Tocada en todas las fechas desde el 28 de enero de 2010 hasta el 28 de junio de 2010.
- 5 ^  Tocada en todas las fechas desde el 28 de octubre de 2008 hasta el 24 de octubre de 2009.
- 6 ^  Omitida el 30 de mayo de 2010 en Oslo.

## Personal
- Brian Johnson – Voz.
- Angus Young – Guitarra líder.
- Malcolm Young – Guitarra rítmica y coros.
- Cliff Williams – Bajo y coros.
- Phil Rudd – Batería.

## Fechas de la gira
| América, Etapa 1        | América, Etapa 1 | América, Etapa 1 | América, Etapa 1            |
| Fecha                   | Ciudad           | País             | Recinto                     |
| ----------------------- | ---------------- | ---------------- | --------------------------- |
| 28 de octubre de 2008   | Wilkes-Barre     | Estados Unidos   | Mohegan Sun Arena           |
| 30 de octubre de 2008   | Rosemont         | Estados Unidos   | Allstate Arena              |
| 1 de noviembre de 2008  | Rosemont         | Estados Unidos   | Allstate Arena              |
| 3 de noviembre de 2008  | Indianápolis     | Estados Unidos   | Conseco Fieldhouse          |
| 5 de noviembre de 2008  | Auburn Hills     | Estados Unidos   | The Palace of Auburn Hills  |
| 7 de noviembre de 2008  | Toronto          | Canadá           | Rogers Centre               |
| 9 de noviembre de 2008  | Boston           | Estados Unidos   | TD Banknorth Garden         |
| 12 de noviembre de 2008 | Nueva York       | Estados Unidos   | Madison Square Garden       |
| 13 de noviembre de 2008 | Nueva York       | Estados Unidos   | Madison Square Garden       |
| 15 de noviembre de 2008 | Washington D. C. | Estados Unidos   | Verizon Center              |
| 17 de noviembre de 2008 | Filadelfia       | Estados Unidos   | Wachovia Center             |
| 19 de noviembre de 2008 | East Rutherford  | Estados Unidos   | Izod Center                 |
| 21 de noviembre de 2008 | Columbus         | Estados Unidos   | Jerome Schottenstein Center |
| 23 de noviembre de 2008 | Saint Paul       | Estados Unidos   | Xcel Energy Center          |
| 25 de noviembre de 2008 | Denver           | Estados Unidos   | Pepsi Center                |
| 28 de noviembre de 2008 | Vancouver        | Canadá           | General Motors Place        |
| 30 de noviembre de 2008 | Tacoma           | Estados Unidos   | Tacoma Dome                 |
| 2 de diciembre de 2008  | Oakland          | Estados Unidos   | Oracle Arena                |
| 4 de diciembre de 2008  | Oakland          | Estados Unidos   | Oracle Arena                |
| 6 de diciembre de 2008  | Inglewood        | Estados Unidos   | The Forum                   |
| 8 de diciembre de 2008  | Inglewood        | Estados Unidos   | The Forum                   |
| 10 de diciembre de 2008 | Phoenix          | Estados Unidos   | US Airways Center           |
| 12 de diciembre de 2008 | San Antonio      | Estados Unidos   | AT&T Center                 |
| 14 de diciembre de 2008 | Houston          | Estados Unidos   | Toyota Center               |
| 16 de diciembre de 2008 | Atlanta          | Estados Unidos   | Philips Arena               |
| 18 de diciembre de 2008 | Charlotte        | Estados Unidos   | Time Warner Cable Arena     |
| 20 de diciembre de 2008 | Sunrise          | Estados Unidos   | BankAtlantic Center         |
| 21 de diciembre de 2008 | Tampa            | Estados Unidos   | St. Pete Times Forum        |

| América, Etapa 2    | América, Etapa 2  | América, Etapa 2 | América, Etapa 2         |
| Fecha               | Ciudad            | País             | Recinto                  |
| ------------------- | ----------------- | ---------------- | ------------------------ |
| 5 de enero de 2009  | Cleveland         | Estados Unidos   | Quicken Loans Arena      |
| 7 de enero de 2009  | Pittsburgh        | Estados Unidos   | Mellon Arena             |
| 9 de enero de 2009  | Toronto           | Canadá           | Rogers Centre            |
| 11 de enero de 2009 | Cincinnati        | Estados Unidos   | U.S. Bank Arena          |
| 13 de enero de 2009 | Saint Louis       | Estados Unidos   | Scottrade Center         |
| 15 de enero de 2009 | Omaha             | Estados Unidos   | Qwest Center             |
| 17 de enero de 2009 | Fargo             | Estados Unidos   | Fargodome                |
| 19 de enero de 2009 | Saint Paul        | Estados Unidos   | Xcel Energy Center       |
| 21 de enero de 2009 | Kansas City       | Estados Unidos   | Sprint Center            |
| 23 de enero de 2009 | Dallas            | Estados Unidos   | American Airlines Center |
| 26 de enero de 2009 | Tulsa             | Estados Unidos   | BOK Center               |
| 28 de enero de 2009 | North Little Rock | Estados Unidos   | Alltel Arena             |
| 30 de enero de 2009 | Memphis           | Estados Unidos   | FedExForum               |
| 31 de enero de 2009 | Nashville         | Estados Unidos   | Bridgestone Arena        |

| Europa, Etapa 1       | Europa, Etapa 1    | Europa, Etapa 1 | Europa, Etapa 1                  |
| Fecha                 | Ciudad             | País            | Recinto                          |
| --------------------- | ------------------ | --------------- | -------------------------------- |
| 18 de febrero de 2009 | Oslo               | Noruega         | Telenor Arena                    |
| 20 de febrero de 2009 | Estocolmo          | Suecia          | Ericsson Globe                   |
| 22 de febrero de 2009 | Estocolmo          | Suecia          | Ericsson Globe                   |
| 25 de febrero de 2009 | París              | Francia         | Palais Omnisports de París-Bercy |
| 27 de febrero de 2009 | París              | Francia         | Palais Omnisports de París-Bercy |
| 1 de marzo de 2009    | Amberes            | Bélgica         | Sportpaleis                      |
| 5 de marzo de 2009    | Leipzig            | Alemania        | Messehalle                       |
| 7 de marzo de 2009    | Düsseldorf         | Alemania        | ISS Dome                         |
| 9 de marzo de 2009    | Oberhausen         | Alemania        | König Pilsener Arena             |
| 11 de marzo de 2009   | Bremen             | Alemania        | AWD-Dome                         |
| 13 de marzo de 2009   | Róterdam           | Holanda         | Ahoy                             |
| 15 de marzo de 2009   | Dortmund           | Alemania        | Westfalenhalle                   |
| 17 de marzo de 2009   | Praga              | República Checa | O2 Arena                         |
| 19 de marzo de 2009   | Milán              | Italia          | Mediolanum Forum                 |
| 21 de marzo de 2009   | Milán              | Italia          | Mediolanum Forum                 |
| 23 de marzo de 2009   | Budapest           | Hungría         | Papp László Sportaréna           |
| 25 de marzo de 2009   | Fráncfort del Meno | Alemania        | Festhalle                        |
| 27 de marzo de 2009   | Múnich             | Alemania        | Olympiahalle                     |
| 31 de marzo de 2009   | Barcelona          | España          | Palau Sant Jordi                 |
| 2 de abril de 2009    | Madrid             | España          | Palacio de Deportes              |
| 4 de abril de 2009    | Bilbao             | España          | Bizkaia Arena                    |
| 6 de abril de 2009    | Zúrich             | Suiza           | Hallenstadion                    |
| 14 de abril de 2009   | Londres            | Reino Unido     | O2 Arena                         |
| 16 de abril de 2009   | Londres            | Reino Unido     | O2 Arena                         |
| 18 de abril de 2009   | Dublín             | Irlanda         | The O2                           |
| 21 de abril de 2009   | Mánchester         | Reino Unido     | Evening News Arena               |
| 23 de abril de 2009   | Birmingham         | Reino Unido     | LG Arena                         |

| Europa, Etapa 2     | Europa, Etapa 2 | Europa, Etapa 2 | Europa, Etapa 2                 |
| Fecha               | Ciudad          | País            | Recinto                         |
| ------------------- | --------------- | --------------- | ------------------------------- |
| 13 de mayo de 2009  | Leipzig         | Alemania        | Zentralstadion                  |
| 15 de mayo de 2009  | Múnich          | Alemania        | Olympiastadion München          |
| 17 de mayo de 2009  | Gelsenkirchen   | Alemania        | Veltins-Arena                   |
| 19 de mayo de 2009  | Colonia         | Alemania        | RheinEnergieStadion             |
| 22 de mayo de 2009  | Hockenheim      | Alemania        | Hockenheimring                  |
| 24 de mayo de 2009  | Viena           | Austria         | Ernst-Happel-Stadion            |
| 26 de mayo de 2009  | Belgrado        | Serbia          | Stadion Partizana               |
| 28 de mayo de 2009  | Atenas          | Grecia          | Olympiakó Stádio                |
| 3 de junio de 2009  | Lisboa          | Portugal        | Estádio José Alvalade           |
| 5 de junio de 2009  | Madrid          | España          | Estadio Vicente Calderón        |
| 7 de junio de 2009  | Barcelona       | España          | Estadio Olímpico Lluís Companys |
| 9 de junio de 2009  | Marsella        | Francia         | Stade Vélodrome                 |
| 12 de junio de 2009 | París           | Francia         | Stade de Francia                |
| 15 de junio de 2009 | Oslo            | Noruega         | Valle Hovin                     |
| 17 de junio de 2009 | Helsinki        | Finlandia       | Olympiastadion                  |
| 19 de junio de 2009 | Copenhague      | Dinamarca       | Parken Stadion                  |
| 21 de junio de 2009 | Gotemburgo      | Suecia          | Ullevi Stadion                  |
| 23 de junio de 2009 | Ámsterdam       | Países Bajos    | Amsterdam Arena                 |
| 26 de junio de 2009 | Londres         | Reino Unido     | Wembley Stadium                 |
| 28 de junio de 2009 | Naas            | Irlanda         | Punchestown Racecourse          |
| 30 de junio de 2009 | Glasgow         | Reino Unido     | Hampden Park                    |

| América, Etapa 3        | América, Etapa 3      | América, Etapa 3 | América, Etapa 3                            |
| Fecha                   | Ciudad                | País             | Recinto                                     |
| ----------------------- | --------------------- | ---------------- | ------------------------------------------- |
| 28 de julio de 2009     | Foxborough            | Estados Unidos   | Gillette Stadium                            |
| 31 de julio de 2009     | East Rutherford       | Estados Unidos   | Giants Stadium                              |
| 2 de agosto de 2009     | Albany                | Estados Unidos   | Times Union Center                          |
| 6 de agosto de 2009     | Moncton               | Canadá           | Magnetic Hill Concert Site                  |
| 8 de agosto de 2009     | Montreal              | Canadá           | Stade Olympique de Montréal                 |
| 10 de agosto de 2009    | Ottawa                | Canadá           | Scotiabank Place                            |
| 14 de agosto de 2009    | Chicago               | Estados Unidos   | United Center                               |
| 16 de agosto de 2009    | Auburn Hills          | Estados Unidos   | The Palace of Auburn Hills                  |
| 18 de agosto de 2009    | Grand Rapids Michigan | Estados Unidos   | Van yel Arena                               |
| 22 de agosto de 2009    | Winnipeg              | Canadá           | Canad Inns Stadium                          |
| 24 de agosto de 2009    | Regina                | Canadá           | Mosaic Stadium at Taylor Field              |
| 26 de agosto de 2009    | Edmonton              | Canadá           | Commonwealth Stadium                        |
| 29 de agosto de 2009    | Vancouver             | Canadá           | BC Place Stadium                            |
| 31 de agosto de 2009    | Tacoma                | Estados Unidos   | Tacoma Dome                                 |
| 2 de septiembre de 2009 | San José              | Estados Unidos   | HP Pavilion                                 |
| 4 de septiembre de 2009 | Fresno                | Estados Unidos   | Save Mart Center at Fresno State            |
| 6 de septiembre de 2009 | San Diego             | Estados Unidos   | Sports Arena                                |
| 8 de septiembre de 2009 | Anaheim               | Estados Unidos   | Honda Center                                |
| 16 de octubre de 2009   | Washington D. C.      | Estados Unidos   | Verizon Center                              |
| 18 de octubre de 2009   | Buffalo               | Estados Unidos   | HSBC Arena                                  |
| 21 de octubre de 2009   | Filadelfia            | Estados Unidos   | Wachovia Center                             |
| 23 de octubre de 2009   | Atlanta               | Estados Unidos   | Philips Arena                               |
| 25 de octubre de 2009   | Greensboro            | Estados Unidos   | Greensboro Coliseum                         |
| 28 de octubre de 2009   | Nueva Orleans         | Estados Unidos   | New Orleans Arena                           |
| 30 de octubre de 2009   | Jacksonville          | Estados Unidos   | Veterans Memorial Arena                     |
| 2 de noviembre de 2009  | Dallas                | Estados Unidos   | American Airlines Center                    |
| 4 de noviembre de 2009  | Oklahoma City         | Estados Unidos   | Ford Center                                 |
| 6 de noviembre de 2009  | Austin                | Estados Unidos   | Frank Erwin Center                          |
| 8 de noviembre de 2009  | Houston               | Estados Unidos   | Toyota Center                               |
| 12 de noviembre de 2009 | México, D. F.         | México           | Foro Sol                                    |
| 15 de noviembre de 2009 | El Paso               | Estados Unidos   | Don Haskins Center                          |
| 19 de noviembre de 2009 | Orlando               | Estados Unidos   | Amway Arena                                 |
| 21 de noviembre de 2009 | San Juan              | Puerto Rico      | Coliseo de Puerto Rico                      |
| 27 de noviembre de 2009 | São Paulo             | Brasil           | Estádio do Morumbi                          |
| 2 de diciembre de 2009  | Buenos Aires          | Argentina        | Estadio Monumental Antonio Vespucio Liberti |
| 4 de diciembre de 2009  | Buenos Aires          | Argentina        | Estadio Monumental Antonio Vespucio Liberti |
| 6 de diciembre de 2009  | Buenos Aires          | Argentina        | Estadio Monumental Antonio Vespucio Liberti |

| Oceanía               | Oceanía    | Oceanía       | Oceanía                               |
| Fecha                 | Ciudad     | País          | Recinto                               |
| --------------------- | ---------- | ------------- | ------------------------------------- |
| 28 de enero de 2010   | Wellington | Nueva Zelanda | Westpac Stadium                       |
| 30 de enero de 2010   | Wellington | Nueva Zelanda | Westpac Stadium                       |
| 4 de febrero de 2010  | Auckland   | Nueva Zelanda | Western Springs Stadium               |
| 11 de febrero de 2010 | Melbourne  | Australia     | Etihad Stadium                        |
| 13 de febrero de 2010 | Melbourne  | Australia     | Etihad Stadium                        |
| 15 de febrero de 2010 | Melbourne  | Australia     | Etihad Stadium                        |
| 18 de febrero de 2010 | Sídney     | Australia     | ANZ Stadium                           |
| 20 de febrero de 2010 | Sídney     | Australia     | ANZ Stadium                           |
| 22 de febrero de 2010 | Sídney     | Australia     | ANZ Stadium                           |
| 25 de febrero de 2010 | Brisbane   | Australia     | Queensland Sport and Athletics Centre |
| 27 de febrero de 2010 | Brisbane   | Australia     | Queensland Sport and Athletics Centre |
| 2 de marzo de 2010    | Adelaida   | Australia     | Adelaide Oval                         |
| 6 de marzo de 2010    | Perth      | Australia     | Subiaco Oval                          |
| 8 de marzo de 2010    | Perth      | Australia     | Subiaco Oval                          |

| Asia                | Asia   | Asia  | Asia                |
| Fecha               | Ciudad | País  | Recinto             |
| ------------------- | ------ | ----- | ------------------- |
| 12 de marzo de 2010 | Tokio  | Japón | Saitama Super Arena |
| 14 de marzo de 2010 | Tokio  | Japón | Saitama Super Arena |
| 16 de marzo de 2010 | Osaka  | Japón | Kyocera Dome        |

| América, Etapa 4    | América, Etapa 4 | América, Etapa 4 | América, Etapa 4       |
| Fecha               | Ciudad           | País             | Recinto                |
| ------------------- | ---------------- | ---------------- | ---------------------- |
| 9 de abril de 2010  | Paradise         | Estados Unidos   | MGM Grand Garden Arena |
| 11 de abril de 2010 | Kansas City      | Estados Unidos   | Sprint Center          |
| 13 de abril de 2010 | Louisville       | Estados Unidos   | Freedom Hall           |
| 15 de abril de 2010 | Milwaukee        | Estados Unidos   | Bradley Center         |
| 17 de abril de 2010 | Des Moines       | Estados Unidos   | Wells Fargo Arena      |

| Europa, Etapa 3     | Europa, Etapa 3 | Europa, Etapa 3 | Europa, Etapa 3                |
| Fecha               | Ciudad          | País            | Recinto                        |
| ------------------- | --------------- | --------------- | ------------------------------ |
| 14 de mayo de 2010  | Sofía           | Bulgaria        | Estadio Nacional Vasil Levski  |
| 16 de mayo de 2010  | Bucarest        | Rumania         | Piaţa Constituţiei             |
| 19 de mayo de 2010  | Údine           | Italia          | Stadio Friuli                  |
| 22 de mayo de 2010  | Wels            | Austria         | Flugplatz                      |
| 25 de mayo de 2010  | Hannover        | Alemania        | Messegelände                   |
| 27 de mayo de 2010  | Varsovia        | Polonia         | Lotnisko Bemowo                |
| 28 de mayo de 2010  | Gdansk          | Polonia         | Arena Gdansk                   |
| 30 de mayo de 2010  | Oslo            | Noruega         | Valle Hovin                    |
| 1 de junio de 2010  | Tampere         | Finlandia       | Ratina Stadion                 |
| 3 de junio de 2010  | Estocolmo       | Suecia          | Olympiastadion                 |
| 5 de junio de 2010  | Horsens         | Dinamarca       | CASA Arena Horsens             |
| 8 de junio de 2010  | Bern            | Suiza           | Stade de Suisse                |
| 11 de junio de 2010 | Donington Park  | Reino Unido     | Download Festival              |
| 13 de junio de 2010 | Stuttgart       | Alemania        | Cannstatter Wasen              |
| 15 de junio de 2010 | Niza            | Francia         | Stade Charles-Ehrmann          |
| 18 de junio de 2010 | París           | Francia         | Stade de France                |
| 20 de junio de 2010 | Dresde          | Alemania        | Ostragehege                    |
| 22 de junio de 2010 | Berlín          | Alemania        | Berliner Olympiastadion        |
| 26 de junio de 2010 | Sevilla         | España          | Estadio Olímpico de La Cartuja |
| 28 de junio de 2010 | Bilbao          | España          | Estadio San Mamés              |

Fechas reprogramadas
| Fecha                 | Ciudad                      | Recinto                | Información adicional                     |
| --------------------- | --------------------------- | ---------------------- | ----------------------------------------- |
| 29 de marzo de 2009   | Zürich, Suiza               | Hallenstadion          | Reprogramado para el 6 de abril de 2009.  |
| 3 de octubre de 2009  | Paradise, Estados Unidos    | MGM Grand Garden Arena | Reprogramado para el 9 de abril de 2010.  |
| 6 de octubre de 2009  | Louisville, Estados Unidos  | Freedom Hall           | Reprogramado para el 13 de abril de 2010. |
| 8 de octubre de 2009  | Saint Louis, Estados Unidos | Sprint Center          | Reprogramado para el 11 de abril de 2010. |
| 10 de octubre de 2009 | Des Moines, Estados Unidos  | Wells Fargo Arena      | Reprogramado para el 17 de abril de 2010. |
| 14 de octubre de 2009 | Milwaukee, Estados Unidos   | Bradley Center         | Reprogramado para el 15 de abril de 2010. |

Fechas canceladas
| Fecha                | Ciudad                  | Recinto           | Razón |
| -------------------- | ----------------------- | ----------------- | --- |
| 3 de marzo de 2009   | Amberes, Bélgica        | Sportpaleis       | Fecha cancelada debido a que Brian Johnson cayó enfermo. |
| 1 de octubre de 2009 | Phoenix, Estados Unidos | US Airways Center | Fecha inicialmente pospuesta debido a procedimientos médicos de Johnson. Un show reprogramado fue planeado, sin embargo, esto fue descartado más tarde debido a "problemas de agenda". |

## Teloneros
| - Accept (Hannover y Stuttgart) - Amajlija (Belgrado) - The Answer (28 de octubre de 2008 - 8 de noviembre de 2009, excepto el 6 de abril de 2009 (Zürich) y el 3 de junio de 2009 (Lisboa)) - Anvil (East Rutherford, Foxborough y Moncton) - Audrey Horne (Oslo (30 de mayo de 2010)) - Black City (Horsens) - Black Frog (Milwaukee) - Blake (Helsinki) - The Blizzards (Naas) - Boon (Wels y Hannover) - Broken Spurs (Louisville) - Bullet (Gotemburgo) - Café Bertry (Marsella y París (12 de junio de 2009)) - Calling All Cars (11 de febrero de 2010 – 8 de marzo de 2010) - The Checks (Wellington y Auckland) - Claudia Cane By (13 a 24 de mayo de 2009) - Drive Like Maria (Ámsterdam) - Dżem (Varsovia) - The Floor Is Made of Lava (Copenhague) - Hardcore Superstar (Estocolmo (3 de junio de 2010)) - Héroes del Asfalto (Buenos Aires) - Down (Bucarest) - Kaiser Franz Josef (Wels) - Killing Machine (Niza y París (18 de junio de 2010)) - Конкурент (Sofia) | - Krokus (Bern) - Las Pelotas (Buenos Aires) - The Last Vegas (Des Moines) - Los Perros del Boogie (Seville y Bilbao (28 de junio de 2010)) - Megaphone (Orlando) - Mil Muertos (San Juan) - Mundo Cão (Lisboa) - Mustang (México, D. F.) - Nasi (Sao Paulo) - The New Black (Stuttgart y Dresde) - Redwood (Zürich) - Room77 (Stuttgart) - Shaman's Harvest (Kansas City (15 de abril de 2010)) - Shihad (Wellington y Auckland) - Skambankt (Oslo (16 de junio de 2009)) - Slash (Niza y París (18 de junio de 2010)) - Maurizio Solieri (Údine) - The Subways (Londres (26 de junio de 2009) y Glasgow) - Jonathan Tyler and the Northern Lights (El Paso) - Le Vibrazioni (Údine) - The Vicious Five (Lisboa) - Volbeat (Wels, Dresde y Berlín) - Wolfmother (11 de febrero – 8 de marzo de 2010) - Zero Nine (Tampere) |